# Нечаев, Сергей Юрьевич (писатель)
Сергей Юрьевич Нечаев (род. 5 сентября 1957, Москва) — русский писатель и историк, журналист, переводчик книг с французского.

## Биография
Родился в Москве. Окончил французскую спецшколу, Московский государственный университет[уточнить] и аспирантуру Института международных отношений. Кандидат экономических наук. Писательскую деятельность начал в 2001 году. Член Союза писателей России, Союза журналистов России и Международной федерации журналистов. Автор нескольких десятков книг и сотен статей в газетах и журналах.
В 2004 году его книга «Жозефина Бонапарт» была признана газетой «Книжное обозрение» лучшей научно-популярной исторической книгой года.
В составе большого авторского коллектива, возглавляемого профессором Л. Г. Ведениной, принял участие в подготовке «Большого лингвострановедческого словаря Франция», вышедшего в 2008 году.
Автор переводов книг Жюльетты Бенцони, Гийома Мюссо, Кристин Бруйе, Аделин Рюкуа, Эрика Нёхоффа, Дидье Виллери, Паскаля Гарбе, Жана-Мишеля Риу, Жана-Ноэля Робера, Марго Сен-Лу и др.
В 2009 году был награждён Золотой медалью и Дипломом МГО Союза писателей России «За верное служение отечественной литературе».
Общий тираж книг (с учётом аудиокниг и переводов), в создании которых принимал участие Сергей Нечаев, в декабре 2013 года превысил 1 млн экземпляров.

## Аудиокниги
1. «Учёный корпус Наполеона» (М., «СиДиКом», 2006)
2. «Королевы и императрицы раннего Средневековья» (М., «Эксмо-СиДиКом», 2008)
3. «Революции, Наполеон и другие тайны франкмасонов» (М., «Эксмо-СиДиКом», 2008)